# Siège de Veracruz (1847)
Pour les articles homonymes, voir Siège de Veracruz.
Guerre américano-mexicaine
Batailles
Opérations le long du Río Grande
- Fort Texas
- Palo Alto
- Resaca de la Palma

La révolte de Taos
- Cañada
- Mora
- Embudo Pass
- Pueblo de Taos

Campagne de Californie
- Santa Fe
- San Pasqual
- Rio San Gabriel
- La Mesa

Campagne du Nord de Taylor
- Monterrey
- Buena Vista

Campagne de Scott
- Veracruz
- Cerro Gordo
- Contreras
- Churubusco
- Molino del Rey
- Chapultepec
- Mexico

Siège de Puebla
- Siège de Puebla
- Bataille de Huamantla

Campagne de la côte Pacifique
- Guaymas
- Mulege
- Punta Sombrero
- Mazatlán
- La Paz
- Palos Prietos et Urias
- San José del Cabo
- Siège de La Paz
- Affaire à Guaymas
- San Blas
- Manzanillo
- San José del Cabo
- Cochorio
- Bocachicacampo
- Todos Santos

Le siège de Veracruz se déroule durant la guerre américano-mexicaine, du 9 au 29 mars 1847 autour du port et de la ville de Veracruz au Mexique. Il commence par le premier débarquement à grande échelle de l'histoire, conduit par les forces armées des États-Unis et se termine par la prise et l'occupation de la ville. Les forces américaines marchent ensuite sur Mexico.

## Contexte
Après les batailles de Monterrey et de Buena Vista, les combats dans le nord cessent. La plupart des troupes de l'armée d'occupation de Zachary Taylor passe sous le commandement du général Winfield Scott. Après en avoir débattu avec les officiels de Washington, Scott s'accorde pour un débarquement à Veracruz, qui offrira une tête de pont aux américains pour leur progression vers l'intérieur du Mexique.

## Forces en présence

### États-Unis
Scott a sous ses ordres 12 000 hommes, répartis en 3 divisions, pour cette expédition :
- 1re Division – William J. Worth
- 2e Division – David E. Twiggs
- 3e Division de volontaires – Robert Patterson

Les troupes de Worth et Twiggs se sont précédemment battues à Monterrey et deux des brigades de Patterson sont commandées par des généraux talentueux : John A. Quitman et James Shields. Une brigade de cavalerie commandée par William S. Harney participe également au corps expéditionnaire. L'artillerie navale est sous les ordres du commodore David Conner (officier) (en). Scott a demandé que l'on fabrique des barges de débarquement pour ses troupes, elles sont les premières du genre et ont été construites par le chantier naval de George M. Totten à Philadelphie.

### Mexique
Veracruz est considérée à cette époque comme la plus sûre forteresse des Amériques. Le brigadier général Juan Morales commande une garnison de 3 360 hommes qui occupent les trois principaux forts qui gardent Veracruz :
- Fort Santiago – au sud de la ville,
- Fort Concepción – au nord,
- Fort San Juan de Ulúa – en mer sur le récif de Gallega.

La ville elle-même est entourée d'une muraille de 4,5 m de haut. Les défenses sont composées de 235 canons dont 135 sur le fort San Juan de Ulúa. On pense que même si la ville devait tomber, Ulúa pourrait tenir et interdire l'accès du port de Veracruz. Parce que la garnison de Morales n'est pas très importante, il décide de ne pas se risquer à engager les forces américaines en terrain découvert et préfère conserver ses troupes dans les forteresses. Faisant cela, il laisse les plages sans défense, ce qui représente des cibles de choix pour l'armée de Scott.

## Débarquement

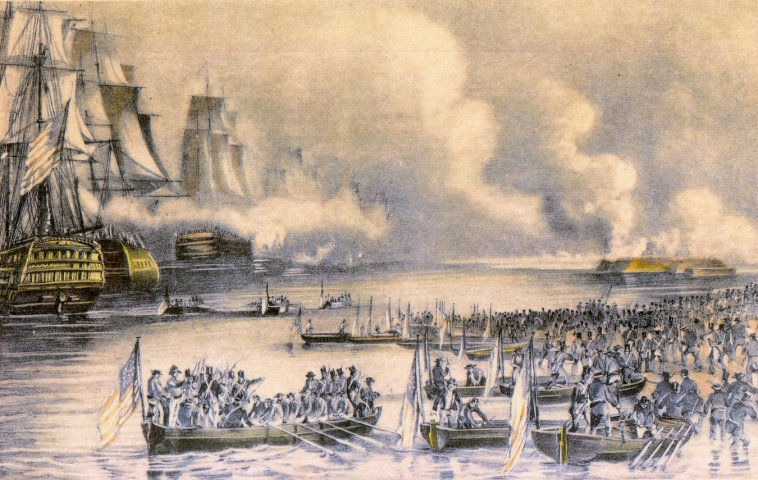
Le débarquement de Veracruz par N. Currier, 1847

Le corps expéditionnaire américain arrive à Veracruz au début mars. Scott étudie les défenses et conclut qu'un bombardement naval, seul, ne suffira pas à faire tomber la ville. Il choisit la plage Collado à 5 km au sud de Veracruz pour son débarquement. La 1re Division de Worth est choisie comme unité de débarquement. Les navires de Connor se positionnent à moins de cent mètres de la plage, afin d'offrir une couverture d'artillerie en cas de besoin.
Le 9 mars à 3h30, la 1re Division, embarquée dans les barges, atteint la plage à la rame. Juste avant que le gros des troupes ne touche terre, le général Worth saute de son embarcation, il a de l'eau jusqu'aux épaules mais se rue sur la plage afin d'y être le premier. Toute la division de Worth débarque sans que ne soit échangé un seul coup de feu. À 23h00 lors de cette première journée, toute l'armée de Scott a débarqué sur cette plage : le premier grand débarquement de l'histoire militaire des États-Unis est un succès.

## Le siège

### L'encerclement

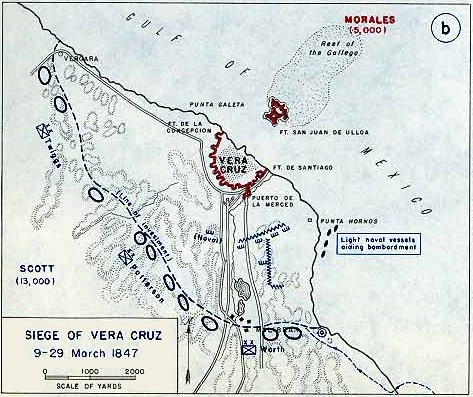
Plan du siège de Veracruz

Une fois à terre la Division de Patterson fait mouvement vers le nord afin d'encercler totalement la ville. L'une des brigades de Patterson, commandée par Gideon Pillow met en fuite une unité de cavalerie mexicaine à Malibran, coupant l'approvisionnement en eau de la ville. Quitman et Shields se chargent de repousser toute attaque de cavalerie qui tenterait d'empêcher l'avance des troupes. Trois jours plus tard, les Américains encerclent complètement la ville par une ligne de siège de 12 km de Collado au sud à Vergana au nord.

### Préparation de l'assaut
Une tempête se lève et empêche Scott de débarquer ses canons de siège. C'est alors que les assiégeants subissent des attaques venant de la ville et de la guérilla mexicaine. Le colonel Juan Aquayo profite de la tempête pour permettre à la garnison d'Alvarado de rejoindre Veracruz. Le General Patterson est d'avis que l'on devrait profiter de la tempête pour prendre la ville. Scott décline cette option et mentionne qu'il ne veut pas perdre plus de cent hommes. Le 18 l'artillerie est enfin débarquée et Scott conclut qu'il lui est possible de prendre la ville, mais pas le Fort Ulúa.
Le 21 mars, le commodore Matthew C. Perry, second de Conner, arrive de Norfolk (Virginie), après avoir fait des réparations sur le USS Mississippi, avec ordre de remplacer Conner aux commandes de l'escadre. Perry et Conner s'entretiennent avec Scott concernant le rôle de la marine dans le siège et Perry propose que 6 canons soient servis par des marins depuis les navires. À terre, sous la direction du capitaine Robert E. Lee, une batterie d'artillerie est mise en place à 600 m de la ville.
Le 22 mars, Morales décline l'offre de capitulation que lui présente Scott puis les batteries américaines ouvrent le feu. Les batteries mexicaines répondent avec précision, même si peu d'Américains sont touchés. Des fusées incendiaires sont tirées sur les défenses de la ville, le feu prend dans Fort Santiago et contraint les canonniers mexicains à abandonner leurs postes.
Le 24 mars, la brigade de Persifor F. Smith capture un soldat mexicain porteur d'un message indiquant que Antonio López de Santa Anna et son armée marchent sur Veracruz depuis Mexico. Scott envoie le colonel Harney avec 100 dragons pour guetter l'arrivée de Santa Anna. Harney rapporte que 2 000 Mexicains et une batterie sont proches et qu'il demande des renforts. Le général Patterson conduit un groupe composé de volontaires et de dragons qui, avec les hommes de Harney, délogent les Mexicains de leurs positions.

### Capitulation
Avec de telles nouvelles, Scott s'impatiente et prépare des plans d'assaut sur la ville. Le 25 mars, les Mexicains demandent un cessez-le-feu afin de discuter les termes d'une reddition. Les officiels mexicains plaident pour que femmes et enfants soient autorisés à quitter la ville. Scott refuse, pensant qu'il s'agit d'une manœuvre dilatoire et fait poursuivre les tirs d'artillerie sur la ville. Ce même jour, le second de Morales, le général José Juan Landero s'interpose afin d'éviter à son chef le déshonneur de la capitulation et demande une trêve aux envahisseurs. S'ensuit une négociation de trois jours permettant aux Mexicains d'obtenir des termes de reddition qui leur permettent de sauver la face. Le 29 mars les garnisons mexicaines de Veracruz et Fort Ulúa se rendent officiellement. Ce jour, le drapeau des États-Unis flotte sur San Juan de Ulúa.

## Conséquences
Douze jours de bombardement aboutissent à la capitulation de Veracruz et ouvrent la côte est du Mexique aux forces américaines, Scott a tenu sa promesse de pertes minimales : 18 morts. Un autre facteur sur lequel Scott n'a aucun contrôle est la fièvre jaune qui commence à frapper son armée. Cependant, Scott établit ses plans de campagne, laisse une petite garnison à Veracruz et marche vers l'intérieur : son premier objectif sera Xalapa. Sur son chemin, Scott va rencontrer l'armée mexicaine commandée par Santa Anna à Cerro Gordo.

## Sources
- (en) David Nevin, The Mexican War, Time Life Books, coll. « Old West », 1978, 240 p. (ISBN 978-0-8094-2302-6)
- (en) K. Jack Bauer (préf. Robert W. Johannsen), The Mexican-American War (1846-1848), Bison Books, 1992, 486 p. (ISBN 978-0-8032-6107-5, lire en ligne)
- (en) « US Military Accademy West Point »(Archive.org • Wikiwix • Archive.is • Google • Que faire ?)
- (en) « It Ain't New »(Archive.org • Wikiwix • Archive.is • Google • Que faire ?)
- (en) « www.aztecclub.com »